# Pristimantis bicantus
Pristimantis bicantus es una especie de anfibio anuro de la familia Craugastoridae.

## Distribución geográfica
Esta especie es endémica de la provincia de Napo en Ecuador. Se encuentra en Yanayacu entre los 2100 y 2300 m sobre el nivel del mar en la Cordillera Oriental.

## Descripción
Los machos miden de 12 a 15 mm y las hembras de 17 a 21 mm.

## Publicación original
- Guayasamin & Funk, 2009: The amphibian community at Yanayacu Biological Station, Ecuador, with a comparison of vertical microhabitat use among Pristimantis species and the description of a new species of the Pristimantis myersi group. Zootaxa, n.º 2220, p. 41-66.[3]